# Glenea rufifrons
Glenea rufifrons é uma espécie de escaravelho da família Cerambycidae. Foi descrita por Per Olof Christopher Aurivillius em 1920 e é conhecida a sua existência no Bornéu.